# Syndrome TAR
 Mise en garde médicale

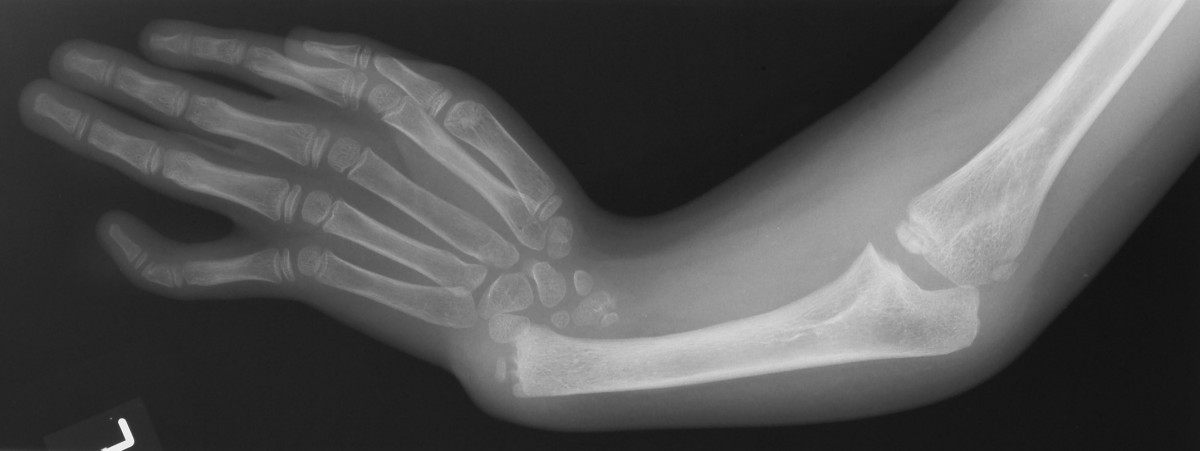
Radiographie AP du membre supérieur montrant un radius absent avec une main déviée radialement

Le syndrome TAR est un syndrome décrit pour la première fois en 1959 et qui associe une thrombopénie et une absence de radius. L'absence de radius est primitif et non pas secondaire à un défaut de vascularisation. Environ 40 % des nouveau-nés décèdent les premiers jours.
La tétraphocomélie avec thrombopénie est une maladie associée au syndrome TAR.

## Description
Outre les anomalies caractéristiques, on retrouve fréquemment une cardiopathie de type tétralogie de Fallot. Des anomalies des membres inférieurs sont parfois présentes et sévères.
L'intolérance au lait de vache est fréquente.
Les anomalies plus rares sont : angiome de la face, malformation vasculaire cérébrale et surdité.

## Diagnostic différentiel
Cette pathologie est à différencier avec la maladie de Fanconi car la thrombopénie est transitoire et il n'existe pas d'atteinte des autres cellules sanguines. La division palatine ne fait pas partie de la description de ce syndrome et doit faire discuter le syndrome de Roberts, la phocomélie SC ou la trisomie 18.
Le syndrome de Holt-Oram en raison de l'association anomalies des membres et cardiopathie.

## Mode de transmission
Bien qu'à l'origine une transmission autosomique récessive ait été possible, de nombreux arguments ne sont pas en faveur de ce type de transmission.